# Cedric Price

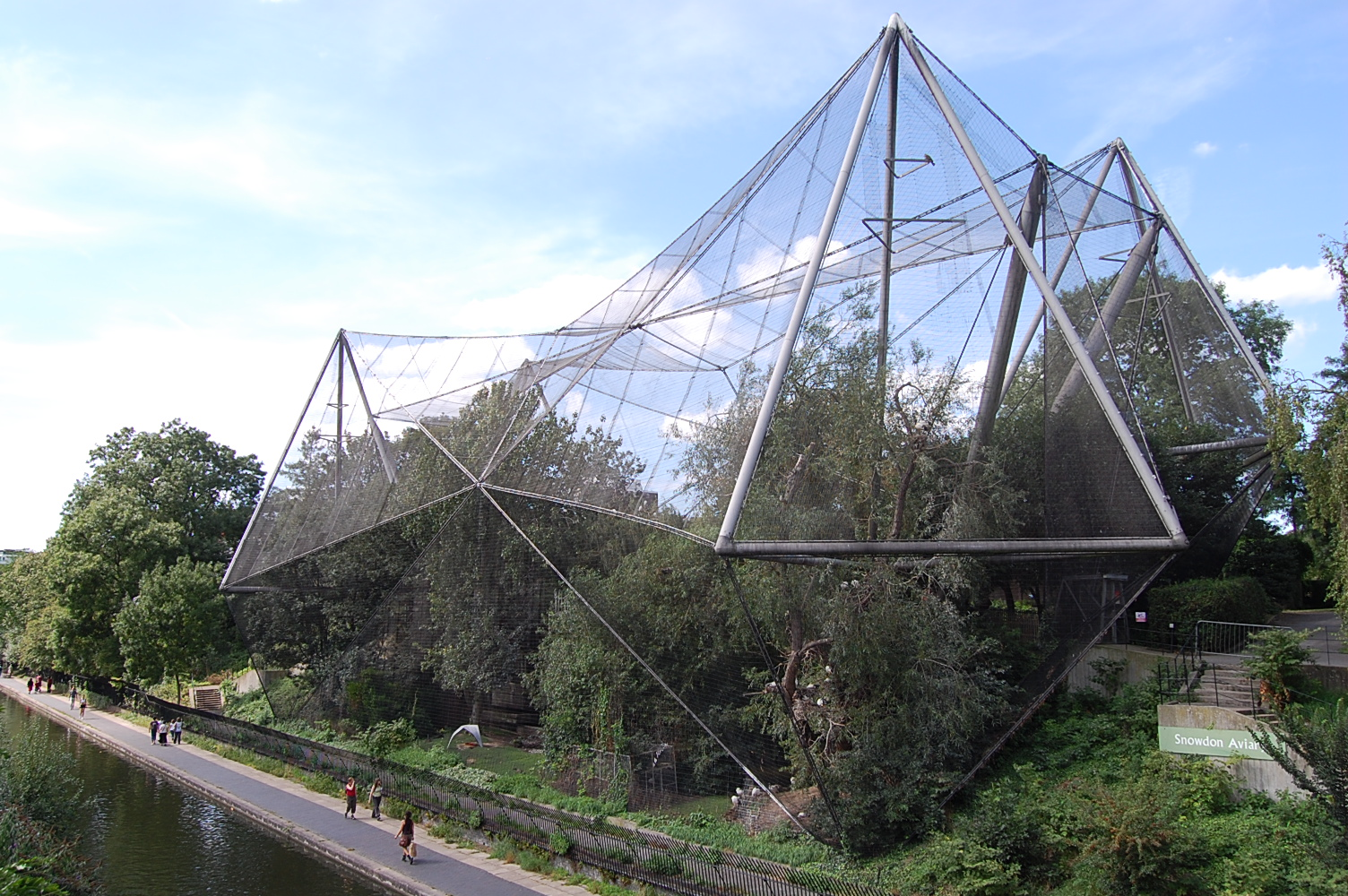
Snowdon Aviary presso lo Zoo di Londra, Inghilterra. Progettato da Cedric Price e Frank Newby. 1962

Cedric Price (11 settembre 1934 – Londra, 10 agosto 2003) è stato un architetto inglese.

## Biografia
Studiò architettura presso l'Università di Cambridge e la Architectural Association a Londra, dove si laureò nel 1957. Dal 1960 si affermò tra i più autorevoli esponenti delle avanguardie britanniche, fino a influenzare le giovani generazioni, come il gruppo Archigram. Autore di un'architettura innovativa ispirata a principi di flessibilità e adattabilità, il suo apporto maggiore fu soprattutto in campo teorico.

Il più noto dei suoi progetti è il Fun Palace (1961), edificio altamente tecnologico, polifunzionale destinato a ospitare spettacoli e mai realizzato. Si tratta di un complesso formato da diverse strutture ricreative mobili. Come spiega Price stesso:
« Stiamo costruendo un giocattolo a breve scadenza nel quale tutti noi possiamo realizzare la possibilità e i piaceri che un ambiente urbano del ventesimo secolo ci deve. Deve durare non più a lungo di quanto ci occorra»

## Progetti
- 1960: Mostyn Bar, Londra
- 1961: Zoo Aviary, Londra
- 1961: Fun Palace, Londra
- 1962: Robert Fraser Galley, Londra
- 1962: Claverton Dome, Bath
- 1962: Circlorama Glasgow Fair, Glasgow
- 1964: Potteries Thinkbelt, Staffordshire
- 1964: National School Plan
- 1965: Pop-up Parliament, Londra
- 1966: Oxford Corner House, Londra
- 1966: Steel Housing Competition
- 1966: British Airports Authority Office, Aeroporto di Londra
- 1966: Atom – projet de ville nouvelle, USA
- 1967: BTDB Computer Centre, Middx
- 1969: Detroit Thinkgrid, USA
- 1969: Birmingham & Midland Institute HQ, Birmingham
- 1969: Non-Plan
- 1971: Munich Olympic Village, Munich, Germania
- 1971: Inter-Action Centre, Londra
- 1971: Blackpool Restaurant
- 1972: Two-Tree Island, Estuario del Tamigi
- 1972: Southend Roof
- 1976: Generator, Floride, USA
- 1976: 40 London Architects Exhibitions
- 1981: CP Aviary, Università di Londra
- 1983: South Bank Development, Londra
- 1984: Stowe Planning
- 1996: Magnet City, Londra